# Upata
Upata ist eine Stadt im Norden des Bundesstaates Bolívar in Venezuela. Sie ist die Hauptstadt und die wichtigste Stadt im Bezirk Piar. Upata liegt zwischen den beiden Flüssen Orinoco und Cuyuní. Der Name Upatas ist ein einheimisches Wort, das vermutlich aus der Gruppe der Kamaracoto stammt. Es bedeutet auf Deutsch „Rose des Berges“.

## Gründung
Bereits im Jahre 1739 soll es erste Versuche gegeben haben, die Stadt zu errichten. Jedoch wurde sie offiziell am 7. Juli 1762 von Antonio de Cervera mit dem Namen Villa del Yocoima, de San Antonio de Padua gegründet. Der Name wurde zu Ehren des Italienischen Heiligen von Padua gewählt.

## Einwohner
Upata ist eine der Städte in Venezuela, die eine hohe Zahl an europäischen Einwohnern hat. Von diesen Europäern kommen die meisten aus Italien, Frankreich, Portugal und Spanien. 48 % der Einwohner Upatas sind Weiße, 48 % Mestize, 7 % Schwarze und 5 % indianischer Abstammung. In den letzten Jahren sind einige asiatische Einwanderer aus Ländern wie China und den Philippinen dazugekommen. Des Weiteren leben in Upata Minderheiten aus Kolumbien, Chile, Ecuador, Peru und Bolivien.

## Wirtschaft
Upata ist vor allem für Land- und Viehwirtschaftsbetriebe bekannt. Zudem ist Upata in der Milchproduktion und die Herstellung des bekannten venezolanischen Käses „Queso Telita Guayanes“ tätig. Auch internationale Käsesorten wie Ricotta und Mozzarella werden dort hergestellt.

## Klima
Nach der Köppen-Geiger-Klassifikation herrscht in Upata tropisches Savannenklima. Upata ist außerdem intertropisch mit Niederschlag zwischen 900 und 1.300 Millimeter im Jahr und bis zu 2.000 Millimeter in der Bergregion. Die Jahresdurchschnittstemperatur liegt bei 26 °C. Die Regenzeiten sind üblicherweise im November, Januar und August. Der wärmste Monat ist der August mit Temperaturen bis zu 36 °C.